# Don Collier
Donald Mounger Collier (* 17. Oktober 1928 in Santa Monica, Kalifornien; † 13. September 2021 in Harrodsburg, Kentucky) war ein US-amerikanischer Schauspieler.

## Leben
Collier trat nach der High School der United States Navy bei und wurde im Zweiten Weltkrieg eingesetzt. Danach ging er zur US-amerikanischen Handelsmarine. Während seiner ersten Seereise wurde er zurück nach Hause gerufen, da seine einzige Schwester schwer erkrankt war und schließlich verstarb. Er gab daraufhin die Seefahrerkarriere auf und nahm mit Hilfe eines American-Football-Stipendiums ein Studium an der Hardin-Simmons University in Texas auf. Nach einem Jahr wechselte er an die Brigham Young University in Utah.
Ab Ende der 1950er Jahre begann seine Schauspielkarriere, in der er hauptsächlich in Western zu sehen war. Sein Schauspieldebüt hatte er in einer Gastrolle in der Westernserie The Deputy mit Henry Fonda in der Hauptrolle. Nach weiteren kleineren Rollen, unter anderem in Bonanza erhielt er 1960 die Hauptrolle des Deputy Marshal Will Foreman in der Serie Outlaws, die er in zwei Staffeln in insgesamt 49 Folgen spielte. Nach dem Ende der Serie spielte er zunächst einige Gastrollen in Serien wie Die Leute von der Shiloh Ranch und Rauchende Colts. Zwischen Mitte und Ende der 1960er Jahre hatte er auch Auftritte in einigen erfolgreichen Spielfilmen wie dem Elvis-Presley-Vehikel Südsee-Paradies und Todfeinde mit Robert Mitchum und Dean Martin. Er war in dieser Zeit auch in drei John-Wayne-Western zu sehen, El Dorado, Die Gewaltigen und Die Unbesiegten.
Bekanntheit beim US-amerikanischen Fernsehpublikum erlangte er als Ranch-Vorarbeiter Sam Butler in der Westernserie High Chaparral, den er zwischen 1967 und 1971 in 62 Episoden darstellte. Den Rest der 1970er Jahre war er zumeist in Gastauftritten in Serien wie Die Waltons und Unsere kleine Farm zu sehen. 1978 spielte er neben James Arness und Bruce Boxleitner in der Western-Miniserie Durch die Hölle nach Westen und war im Jahr darauf als Frank Dalton im Fernsehfilm Der letzte Coup der Dalton-Gang zu sehen. In den 1980er Jahren spielte er in den Miniserien Der Feuersturm und Feuersturm und Asche die Rolle des Admiral Russ Carton. Zwischen 1989 und 1992 spielte er die wiederkehrende Nebenrolle des Ladenbesitzers William Tompkins in der Serie The Young Riders – 7 für die Gerechtigkeit, in der Stephen Baldwin die historische Figur des William Frederick Cody darstellte. Danach war er neben Kurt Russell und Val Kilmer in Tombstone sowie in einigen Fernsehfilmen zu sehen.
Collier war verheiratet und hatte sechs Kinder. Er starb im September 2021 im Alter von 92 Jahren an Lungenkrebs.

## Filmografie (Auswahl)

### Film
- 1960: Zwölf Stunden lauert der Tod (Twelve Hours to Kill)
- 1966: El Dorado
- 1966: Südsee-Paradies (Paradise, Hawaiian Style)
- 1967: Die Gewaltigen (The War Wagon)
- 1968: Todfeinde (5 Card Stud)
- 1969: Die Unbesiegten (The Undefeated)
- 1970: Der Indianer (Flap)
- 1993: Tombstone
- 1993: Im Bann des Zweifels (Benefit of the Doubt)

### Fernsehen
- 1960: Bonanza
- 1960–1962: Outlaws
- 1964: Die Leute von der Shiloh Ranch (The Virginian)
- 1964: Perry Mason
- 1964: Rauchende Colts (Gunsmoke)
- 1967–1971: High Chaparral (The High Chaparral)
- 1973: Die Waltons (The Waltons)
- 1976: Unsere kleine Farm (Little House on the Prairie)
- 1978: Durch die Hölle nach Westen (How the West Was Won)
- 1979: Der letzte Coup der Dalton Gang (The Last Ride of the Dalton Gang)
- 1983: Der Feuersturm (The Winds of War)
- 1987: Ein Engel auf Erden (Highway to Heaven)
- 1988–1989: Feuersturm und Asche (War and Remembrance)
- 1989–1992: The Young Riders
- 1992: Renegade – Gnadenlose Jagd (Renegade)
- 1992: Rauchende Colts: Faustrecht des Westens (Gunsmoke: To the Last Man)
- 1994: Rauchende Colts: Er ist das Gesetz (Gunsmoke: One Man’s Justice)
- 1995: Bonanza – Angriff auf die Ponderosa (Bonanza: Under Attack)

## Einzelnachweis
1. ↑  Mike Barnes: Don Collier, Actor on ‘The High Chaparral,’ ‘Outlaws’ and Many Other Westerns, Dies at 92. In: The Hollywood Reporter. 13. September 2021, abgerufen am 14. September 2021 (englisch).

| Personendaten    | Personendaten                  |
| ---------------- | ------------------------------ |
| NAME             | Collier, Don                   |
| ALTERNATIVNAMEN  | Collier, Donald Mounger        |
| KURZBESCHREIBUNG | US-amerikanischer Schauspieler |
| GEBURTSDATUM     | 17. Oktober 1928               |
| GEBURTSORT       | Santa Monica, Kalifornien      |
| STERBEDATUM      | 13. September 2021             |
| STERBEORT        | Harrodsburg, Kentucky          |